# 赵时㭎
赵时棡（1874年3月12日—1945年3月17日），字献忱，号纫苌，后改号作叔孺，晚年号二弩老人，通常作“赵叔孺”，后世也误作“赵时纲”。别署有蠖斋、娱予龛、橹声宦、仆累庐、宝松阁等。其斋馆名为二弩精舍，浙江鄞县人。清末民国时画家、书法家、篆刻家、教育家、古文字学家，以篆刻和金石学成就最高，与吴昌硕齐名，被推为清末民国第一，近代以来在日本影响尤巨。

## 生平
清同治十三年正月二十四日（1874年3月12日），生于江苏丹徒，籍貫浙江宁波府鄞县。鎮江古稱潤州，故趙又名潤祥。为宋太祖赵匡胤第二十四世孙，为赵匡胤二子、武功郡王赵德昭一脉。父亲趙佑宸，清末大臣，赵即诞生在其父在镇江府的任所，是第三子。
因家学五歲时就酷爱書畫，尤擅长畫馬，被誉为“神童”。十歲時，已因画马小有名气。十七岁，考取秀才。当年秋赴閩，娶闽县林穎叔第七女，冬偕林氏一起回到鄞县。岳父为大收藏家，家中多商周青铜器，就痴迷于对殷商青铜器铭文、秦汉古印文。
赵母去世后，赵偕夫人林氏移居闽县。在福建入仕，历任福州平潭海防同知，興化府通判，署泉州府海防同知等官职。
辛亥革命后，弃官移居上海，年底林氏病逝，年仅三十八。后遷居提籃橋三福里，开始专心书画篆刻金石学的生涯。中華民國26年（1937年），嫁次女给上海纸业大亨刘敏斋。
中華民國34年（1945年）3月17日，因风寒病逝上海，享壽七十二岁。

## 艺术
赵是个艺术全才，山水、人物、花卉等中国画的传统题材无所不精，书法篆刻自立门户，别具一格，是“海派”艺术的重要代表之一，被誉为近代赵孟頫。
书法取法自趙之謙、趙孟頫。
篆刻遍历前代名家，于浙派、皖派均用力极深，风格亦受秦汉魏碑影响。

## 评论
- 时人评：“二百年来第一。”
- 吴昌硕：“印坛属鄞人矣。鄞人以赵叔孺为第一，我次之。”
- 张大千《赵叔孺先生遗墨序》：“先生尤精鉴别，凡法绘名画，无不以得先生一言而定。而先生尤赏余摹古之作，以为古人不能过也。先生虽以书画篆刻名海内，而专精独到，尤在金石刻。其治印，虽导源其家伪叔，旁及顽伯、牧父，然精意所注，尤在汉印，心摹手追，得其神理，寓奇诡于平正，寄超逸于醇古，非世之貌为狂怪险谲者所可望也。风声所树，弟子传学者独多知名于世。”
- 陈训正《赵叔孺先生六十赠言》：“金石刻划，力追古作，靡不得其真。海内积学之士，咸推服叔孺，愿委贽纳交，惟恐失之。……门下著籍者，皆一时之隽，所与游名宿老师，颇负时望，及见叔孺，皆洫然意下，自以为不逮也。生平酷好古物，所蓄古代彝器及名人制作极富，凡经鉴别，真赝立判，晚近诸名家收藏，惟叔孺一言是归。上虞罗振玉、余杭褚德彝论金石之学，咸推叔孺为第一。”
- 沙孟海《沙村印话》：“余治印初师叔老。其为元朱文，为列国玺，谧栗坚挺，古今无第二手，心摹手追，至今不能逮。”
- 马国权《近代印人传》：“近代印坛，唯叔孺先生远师古玺汉印，近挹无人，目光超迈，精究印章艺术之源流正变。”

## 代表弟子
赵门徒众多，较著名的愈六十人。学生曾为他举办「趙叔孺同門金石書畫展覽會」和「趙叔孺同門展覽會」。
- 篆刻：張魯盦、陳巨来、方介堪、葉露園等[1]
- 绘画：徐邦達、戈湘嵐、趙鶴琴等[1]

## 行世印谱
- 《二弩精舍印譜》，1941年[1]
- 《二弩精舍藏印》，1897年
- 《二弩精舍印赏》

## 代表著作
- 《汉印分韵补》，6卷，为重要的古文字研究著作[1]。
- 《古印文字韻林》，6卷
- 《趙叔孺先生畫譜》，后学编撰